# Virden (Illinois)
Virden és una població dels Estats Units a l'estat d'Illinois. Segons el cens del 2000 tenia 3.488 habitants.

## Demografia
Segons el cens del 2000, Virden tenia 3.488 habitants, 1.455 habitatges, i 934 famílies. La densitat de població era de 783 habitants/km².
Dels 1.455 habitatges en un 29,8% hi vivien nens de menys de 18 anys, en un 49,8% hi vivien parelles casades, en un 10,6% dones solteres, i en un 35,8% no eren unitats familiars. En el 31% dels habitatges hi vivien persones soles el 14,8% de les quals corresponia a persones de 65 anys o més que vivien soles. El nombre mitjà de persones vivint en cada habitatge era de 2,32 i el nombre mitjà de persones que vivien en cada família era de 2,87.
Per edats la població es repartia de la següent manera: un 23,9% tenia menys de 18 anys, un 8,4% entre 18 i 24, un 26,5% entre 25 i 44, un 21,3% de 45 a 60 i un 19,9% 65 anys o més.
L'edat mediana era de 39 anys. Per cada 100 dones de 18 o més anys hi havia 82,7 homes.
La renda mediana per habitatge era de 31.905 $ i la renda mediana per família de 41.511 $. Els homes tenien una renda mediana de 30.824 $ mentre que les dones 22.121 $. La renda per capita de la població era de 16.541 $. Aproximadament el 7,4% de les famílies i el 10,7% de la població estaven per davall del llindar de pobresa.

## Poblacions més properes
El següent diagrama mostra les poblacions més properes.